# 1307
1307 (MCCCVII) je bilo navadno leto, ki se je po julijanskem koledarju začelo na nedeljo.

## Dogodki

### Začetek konca vitezovtemplarjev
- 13. oktober, petek[1] - Francija: aretiranih in zaprtih je na stotine templjarjev. Agenti francoskega kralja Filipa IV. ob zori odprejo zapečatena pisma z ukazom za aretacijo vseh templarjev v Franciji.[2] Kralj hkrati zapleni njihovo imetje in se s tem osvobodi dolga, ki ga je dolžan templjarjem.

- 24. oktober - Inkvizicijsko sodišče Pariške univerze: veliki mojster vitezov templjarjev Jacques de Molay prizna vse bizarne obtožbe, ki jih je proti redu vložil kralj Filip IV.. Prav tako pod prisilo napiše pismo, namenjeno vsem templarjem, naj priznajo obtožbe. ↓
- 22. november → Papež Klemen V. na podlagi tega priznanja izda ukaz za aretacijo templarjev po vsem krščanskem svetu.
- december - Papež Klemen V. poskuša delovati na lastno pest in do zaprtega de Molayja napoti lastna zaupnika. De Molay prekliče prejšnje izjave, ki jih je izsiljene zaradi mučenja podal na inkvizicijskem sodišču. 1308 ↔

### Prva vojna za škotsko neodvisnost
- februar - Po dveh bolečih porazih, kratkem izganstvu in še vedno v brezupni situaciji se škotski kralj Robert Bruce okrepljen z novim moštvom iz Hebridov in Irske vrne na bojišče. Manj sreče imata njegova brata Aleksander in Tomaž, ki ju, skupaj z vojaškim moštvom, na jugu Škotske ob izkrcanju prestreže Comynova stranka in ju izroči Angležem. Oba sta teden dni kasneje obglavljena.
- marec - Bitka pri Glen Troolu: Robert Bruce s privrženci iz zasede porazi angleško izvidnico, ki je hotela Škote presenetiti. Hkrati se glavnini angleške vojske izmakne iz obroča.
- 19. marec - Škotski general James Douglas, ki vodi svoj bataljon ločeno od kralja Roberta Brucea, uniči svoj grad skupaj z angleško posadko. Angleže preseneti med mašo na Cvetno nedeljo in jih pokolje do zadnjega.
- 10. maj - Bitka pri Loudoun Hillu: gverilska škotska vojska pod vodstvom kralja Roberta Brucea zabeleži prvo pomembnejšo zmago nad angleško vojsko, ki jo vodi Aymer de Valence. Robert Bruce taktično izbere za bojišče močvirje in tako izniči angleško premoč.
- 6. julij - Northumbria: angleški kralj Edvard I., ki je obolel z grižo, se že močno oslabel utabori blizu škotske meje ob vasici Burgh by Sands. ↓
- 7. julij → Umrlega angleškega kralja Edvard I. Dolgokraki nasledi sin Edvard II., ki nemudoma iz izgnanstva pokliče svojega ljubimca/prijatelja (?) Piersa Gavestona. Le-tega je kralj istega leta izgnal.
- 4. avgust - Škotska: novi kralj Edvard II. dobi od škotskega plemstva vazalno prisego, nakar vojsko odvede proti jugu nazaj v Anglijo. 1308 ↔

### Države naslednice Mongolskega cesarstva
- 10. februar - Kanbalik/Dadu: relativno mlad (42 let) in brez (legitimnega) potomca umre mongolski vrhovni kan in kitajski cesar dinastije Yuan Temür Kan, imenovan še kot cesar Čengzong. Po državnem udaru zmaga general Hajisan, ki prevzame imeni Külüg Khan (za Mongolski imperij) in Wuzong (za Kitajsko cesarstvo). Hajisan izhaja iz mongolskega plemena Hongirad, ki je zagotavljalo neveste kanom od Zlate horde do Kitajske, zato njegov nenadni uspeh ni presenečenje. Novi kan dobi podporo iz ostalih kanatov.

- 17. november - Sis, Ilkanat: aktualni kralj Kilikijske Armenije Leon III. in upokojeni kralj Hetum II. se hočeta pritožiti pri kanu Oldžeijtujem, da en od njegov general Bilargu uničuje armenske cerkve in na njihovih mestih gradi mošeje. Na njun nesrečo ju Bilargu prestreže na poti h kanu in umori. Armenski kronski princ Ošin, ki se nahaja v bližini nato morilca preganja. V konflikt poseže kan Oldžeijtu, ki generala Bilarguja obtoži veleizdaje in ga da usmrtiti.
- Čagatajski kanat: umre tudi čagatajski kan Duva, ki mu je uspelo tik pred smrtjo uveljaviti polno oblast v Čagataju, kar je izrazita redkost za ta stalno razdeljen kanat. Nasledi ga sin Kundžik.
- Zlata horda: kan Tohta aretira genovske trgovce v glavnem mestu Saraj in oblega genovsko kolonijo Kaffo na Krimu. Zavreti ali onesposobiti naj bi želel genovsko trgovino s sužnji, ki so jih izvažali v Egipt. 1308 ↔
- Ilkanat: kan Oldžeijtu pošlje k papežu Klemenu V. ambasadorja Tommasa di Sieno za skupno koalicijo proti egiptovskim mamelukom in vrnitev Jeruzalema križarjem. Razen diplomatskega leporečja je misija neuspeh.
- Severna Indija: afganistanski Mongoli/Moguli iz Čagatajskega kanata ponovno vpadejo v Delhijski sultanat. Ker gre bolj za plenilski pohod, so nanje delhijski mameluki dobro pripravljeni. 1308 ↔
  - Južna Indija: po drugi strani začne Delhijski sultanat pod vodstvom generala Malika Kafurja s prodorom na Dekansko planoto, kjer so vladale hindujske kraljevine. 1311 ↔
- Papež Klemen V. je zadovoljen s poročili misijonarja Janezom iz Montecorvina, ki opravlja misijonarsko in diplomatsko delo v mongolski/kitajski prestolnici Kanbalik/Dadu[3]. Na pomoč mu pošlje še sedem frančiškanskih sobratov s pečatom novega nadškofa Kanbalika. 1308 ↔
- Na Kitajskem ponovno postane kovan denar osnovno plačilno sredstvo in izpodrine papirnatega.

### Ostalo
- 18. januar - Praga: nemški kralj Albert I. Habsburški krona svojega sina Rudolfa I. za češkega kralja. Kronanje je silno nepriljubljeno med češkim plemstvom, ki mlademu kralju prilepi vzdevek Kralj močnika (češ. král kaše). Poljsko plemstvo namreč izvoli svojega kandidata za češkega kralja in sicer koroškega in tirolskega vojvodo Henrika Majnhardinerja iz hiše Goriških grofov, ki je poročen z najstarejšo hčerko umrlega češkega kralja Venčeslava II.. Glede na to, da je mladi habsburški kraljevič  poročen s poljsko princeso, njegov ambiciozni oče ne skriva, da bi sina instaliral še za poljskega kralja.
- 20. marec - Berlin: združita se sosednji mesti Berlin in Cölln, ki prevzame ime prvega.
- 12. april - Umrlega dofena Viennoisa[4] Humberta I. nasledi sin Ivan II.
- 31. maj - Bitka pri Luckaju[5], Turingija: nemški kralj Albert I. Habsburški se vmeša tudi v spor okoli turinškega nasledstva, vendar ga protikandidat meissenški meni grof Friderik I. iz hiše Wettin prežene. Slednjemu potem ne uspe obnoviti tudi nadzora nad (svobodnimi) mesti, ki so naklonjena nemškemu kralju.
- 4. julij - Češko plemstvo, ki mu je napovedal vojno nemški kralj Albert I. Habsburški, si oddahne, ko zaradi griže umre njegov sin in vsiljeni kralj Češke Rudolf I.. Največ koristi ima od tega koroški vojvoda Henrik Majhardiner, ki si povrne češko krono.
- julij - Rodos: prvi uspeh vitezov hospitalcev pri osvajanju tega otoka, takrat v posesti turškega Bejlika Mentese. Hospitalci osvojijo utrdbo Feracle, ki je izhodišče za kasnejša osvajanja celega otoka. 1309 ↔
- 5. september - Papež Klemen V. podeli hospitalcem Rodos.
- 18. november - Altdorf, Kanton Uri, Švica: legendarni heroj Viljem Tell na ta dan s samostrelom sestreli jabolko z glave svojega sina. To dejanje naj bi bila kazen, ker se ni priklonil habsburškemu načelniku mesta. Po legendi Tellovo kljubovanje zaneti upor, kar vodi v osnovanje Švicarske konfederacije.

- 22. november - Umrlega nadškofa Trierja in nemškega volilnega kneza Teodorja iz Nassaua nasledi Baldvin Luxemburški.
- 10. december - Po smrti lužiškega mejnega grofa Teodorika IV. si verjetno po nasledstvenem sporazumu Lužiško marko priključi brandenburški mejni grof Oton IV.
- Umrlega marinidskega sultana Jusufa an-Nasrja, ki se je zadnja leta (neuspešno) ukvarjal z osvajanjem sosednjega Kraljestva Tlemcen, nasledi sin (ali vnuk) Abu Sabit Amir.
- Dolina Sesia, severna Italija: križarji uničijo komunistično ločino dulčinejcev, ki jo vodi radikalni uboštveni pridigar Fra Dolcino. Dulčinejci so v zadnjih letih iz svoje gorske utrdbe plenili po okolici. Voditelja Fra Dolcina do smrti linčajo s kastracijo in sekanjem udov.
- Ogrska: ogrski oligarh Ladislaus III Kán, ki je s pomočjo rudnikov srebra de facto vladal Transilvaniji, zajame kralja Ogrske, bavarskega vojvodo Otona III.[6]  Z zaplenjeno Krono sv. Štefana začne izsiljevati papeško-legitimnega kralja Karla Roberta Anžujskega. 1308 ↔
- Umrlega barona Iosa Benedetta I. Zaccarijo, ki je z omenjenega otoka pregnal turške pirate, nasledi sin Paleologo Zaccaria. 1314 ↔
- Seldžuški sultan Sultanata Rum Mesud II., ki je v vseh ozirih vazal mongolskega Ilkanata, je toliko nekompetenten, da Sultanat Rum pravno formalno preneha obstajati in je vključen v Ilkanat.[7]
- Južna Burma: umorjenega kralja Wareruja, ustanovitelja južno burmanskega kraljestva Hanthawaddy, ki je nastalo po propadu Paganskega kraljestva, nasledi mlajši brat Hkun Law.
- Dante Alighieri, tačas star 42 let, začne s pisanjem Božanske komedije.
- Rim: požgani sta Lateranska palača in Bazilika Svetega Janeza. Požig je verjetno posledica nemirov v mestu. 1309 ↔
- Dominikanski redovnik Bernard Gui postane glavni inkvizitor v Toulousu, kjer je katarska herezija vsem preganjanjem navkljub še vedno navzoča.

## Rojstva
- 3. januar - Oton IV., vojvoda Spodnje Bavarske († 1334)

Neznan datum
- Alessandra Giliani, italijanska anatomka († 1326)
- Eleanora Kastiljska, aragonska kraljica († 1359)
- Jean de Venette, francoski kronist († 1370)
- John Arderne, angleški kirurg († 1392)
- Rudolf II., vojvoda Saxe-Wittenberga († 1370)
- Vilijem II., grof Hainauta, Holandije (IV.) in Zeelandije (III.) († 1345)

## Smrti
- 9. februar:
  - Alexander de Brus, škotski plemič (* 1285)
  - Thomas de Brus, škotski plemič (* 1284)
- 10. februar - Temür Kan/cesar Čengzong, mongolski vrhovni kan, kitajski cesar dinastije Yuan (* 1265)
- 12. april - Humbert I. Viennoiški, dauphin Viennoisa (* 1240)
- 23. april - Ivana Angleška, princesa, hči Edvarda I. (* 1272)
- 4. julij - Rudolf I., kralj Češke, vojvoda Avstrije (III.) in Štajerske (III.) (* 1281)
- 7. julij - Edvard I. Dolgokraki, angleški kralj (* 1239)
- 11. oktober - Katarina Courtenayska, naslovna cesarica Latinskega cesarstva (* 1274)
- 24. oktober - Corrado della Torre, italijanski (oglejski) državnik in vojskovodja (* 1251)
- 17. november: 
  - Hetum II., kralj Kilikijske Armenije (* 1266)
  - Leon III., kralj Kilikijske Armenije (* 1289)
- 22. november - Diether von Nassau, trierski nadškof, knez-elektor (* 1250)
- 10. december - Teodorik IV., lužiški mejni grof (* 1260)

Neznan datum
- Abu Jakub Jusuf an-Nasr, marinidski sultan
- Benedetto I. Zaccaria, genovski admiral, baron Iosa (* 1235)
- Berenguer d'Entença, katalonski vojskovodja
- Fra Dolcino, italijanski pridigar, krivoverec (* 1250)
- Godfrej iz Langleyja, angleški vitez in diplomat (* 1243)
- Konstanca Štaufovska, nemška princesa, nikejska cesarica (* 1230)
- Wareru, burmanski kralj Hanthawaddyja (* 1253)